# 銅損

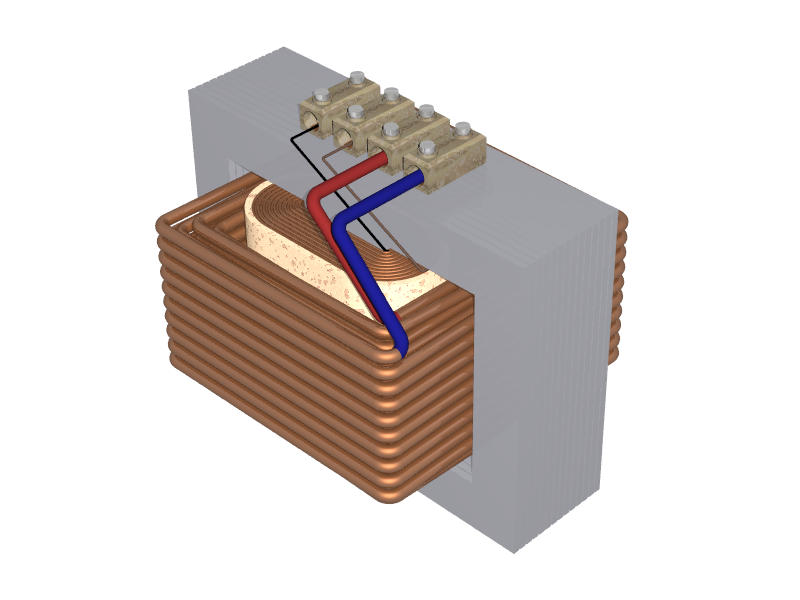
变压器，其損耗主要可分為銅損及鐵損

銅損（Copper loss）是指變壓器繞線或是其他電子設備上，因導線流過電流產生的熱。銅損和鐵損一様，都是能量的耗損。不論導線的材質是銅或是其他金屬（例如鋁），導線上的損失都稱為銅損。變壓器的「负载损耗」和銅損有關，但不完全相同，因為未加載的變壓器仍然有銅損。

## 簡介
銅損即為電阻的發熱，因此也稱為I2R損失。根據焦耳定律，每秒消耗的能量（或是功），和流過電流的平方成正比，和導線電阻成正比。
{\displaystyle {\mbox{Copper Loss}}\propto I^{2}\cdot R}
其中
I是流經導線的電流，單位安培
R是導線的電阻，單位歐姆
計算所得的銅損單位為瓦特。
焦耳加熱的性能係數（COP）為1.0，意思是每消耗一瓦特的電能，會轉換一瓦特的熱能，焦耳加熱消耗的能量為
{\displaystyle {\mbox{Copper Loss}}=I^{2}\cdot R\cdot t}
其中t是電流持續的時間，單位是秒
若是高頻的電流，銅損會受到邻近效应及集膚效應影響，無法用上述簡單的方式計算。若是低頻的應用，若要降低銅損，可以將導體的截面積加大，並且使用低電阻率的金屬作導體。
變頻器的銅損會隨電流而變化，因此也稱為變動損耗，大致等於二次側繞組短路量測到的短路損耗。
鉸合漆包線是一種特別設計的導線，會強迫電流平均分佈，因此可以降低銅損。

## 降低銅損
工業用的电动机定子有繞線，因此也有銅損的問題，若定子銅損降低，可以提昇馬達的效率，方法包括增加導線的截面積、改善繞線技術，或是使用高電導率的金屬作繞線。感应电动机的轉子中有導體，因此除了定子銅損外，還有轉子銅損，而馬達的諧波電流會產生額外的定子銅損及轉子銅損。
在電力傳輸時，會將電壓提高，使電流降低，也會降低銅損。

## 外部連結
- Reduction of copper losses （页面存档备份，存于）